# Platycoelia grandicula
Platycoelia grandicula är en skalbaggsart som beskrevs av Smith 2003. Platycoelia grandicula ingår i släktet Platycoelia och familjen Rutelidae. Inga underarter finns listade i Catalogue of Life.